# Primera División 1947/48
Die Primera División 1947/48 war die 17. Spielzeit der höchsten spanischen Fußballliga. Sie startete am 21. September 1947 und endete am 11. April 1948.

## Vor der Saison
- Als Titelverteidiger ging der dreifache Meister FC Valencia ins Rennen. Letztjähriger Vizemeister wurde Atlético Bilbao.
- Aufgestiegen aus der Segunda División sind CD Alcoyano, Gimnàstic de Tarragona und Real Sociedad.

## Vereine
| Verein                 | Stadt         | Stadion                   |
| ---------------------- | ------------- | ------------------------- |
| CD Alcoyano            | Alcoy         | Camp Municipal del Callao |
| CF Barcelona           | Barcelona     | Camp de Les Corts         |
| Español Barcelona      | Barcelona     | Estadi Sarrià             |
| Atlético Bilbao        | Bilbao        | Estadio San Mamés         |
| Real Gijón             | Gijón         | El Molinón                |
| Real Madrid            | Madrid        | Estadio de Chamartín      |
| Atlético Madrid        | Madrid        | Estadio Metropolitano     |
| Real Oviedo            | Oviedo        | Estadio Buenavista        |
| CE Sabadell            | Sabadell      | Estadio Cruz Alta         |
| Real Sociedad          | San Sebastián | Estadio de Atotxa         |
| FC Sevilla             | Sevilla       | Estadio de Nervión        |
| Gimnàstic de Tarragona | Tarragona     | Avenida Cataluña          |
| FC Valencia            | Valencia      | Estadio Mestalla          |
| Celta Vigo             | Vigo          | Estadio Balaídos          |

## Abschlusstabelle
| Pl. | Verein                     | Sp. | S  | U | N  | Tore    | Quote | Punkte |
| --- | -------------------------- | --- | -- | - | -- | ------- | ----- | ------ |
| 1.  | CF Barcelona               | 26  | 15 | 7 | 4  | 065:310 | 2,10  | 37:15  |
| 2.  | FC Valencia (M)            | 26  | 15 | 4 | 7  | 059:340 | 1,74  | 34:18  |
| 3.  | Atlético Madrid            | 26  | 13 | 7 | 6  | 073:450 | 1,62  | 33:19  |
| 4.  | Celta Vigo                 | 26  | 14 | 3 | 9  | 059:480 | 1,23  | 31:21  |
| 5.  | FC Sevilla                 | 26  | 12 | 5 | 9  | 050:400 | 1,25  | 29:23  |
| 6.  | Atlético Bilbao            | 26  | 12 | 4 | 10 | 056:440 | 1,27  | 28:24  |
| 7.  | Gimnàstic de Tarragona (N) | 26  | 10 | 4 | 12 | 049:550 | 0,89  | 24:28  |
| 8.  | Español Barcelona          | 26  | 9  | 6 | 11 | 039:470 | 0,83  | 24:28  |
| 9.  | Real Oviedo                | 26  | 9  | 5 | 12 | 049:570 | 0,86  | 23:29  |
| 10. | CD Alcoyano (N)            | 26  | 9  | 4 | 13 | 040:520 | 0,77  | 22:30  |
| 11. | Real Madrid (P)            | 26  | 7  | 7 | 12 | 041:560 | 0,73  | 21:31  |
| 12. | CE Sabadell                | 26  | 9  | 3 | 14 | 041:620 | 0,66  | 21:31  |
| 13. | Real Sociedad (N)          | 26  | 8  | 3 | 15 | 038:560 | 0,68  | 19:33  |
| 14. | Real Gijón                 | 26  | 7  | 4 | 15 | 037:690 | 0,54  | 18:34  |

Platzierungskriterien: 1. Punkte – 2. Direkter Vergleich  – 3. Torquotient – 4. geschossene Tore
| (M) | amtierender Meister              |
| (P) | amtierender Pokalsieger          |
| (N) | Neuaufsteiger der letzten Saison |

## Kreuztabelle
| 1947/48                | CF Barcelona | FC Valencia |     | Celta Vigo |     | Atlético Bilbao | Gimnàstic de Tarragona | Español Barcelona | Real Oviedo | CD Alcoyano | Real Madrid | CE Sabadell | Real Sociedad | Real Gijón |
| ---------------------- | ------------ | ----------- | --- | ---------- | --- | --------------- | ---------------------- | ----------------- | ----------- | ----------- | ----------- | ----------- | ------------- | ---------- |
| CF Barcelona           |              | 1:1         | 2:1 | 1:1        | 6:0 | 3:0             | 1:1                    | 5:1               | 2:1         | 3:0         | 4:2         | 2:1         | 6:0           | 4:0        |
| FC Valencia            | 1:3          |             | 3:1 | 7:1        | 1:0 | 3:0             | 3:1                    | 1:1               | 6:1         | 1:0         | 4:2         | 4:1         | 2:1           | 3:1        |
| Atlético Madrid        | 2:2          | 2:2         |     | 3:1        | 5:3 | 1:1             | 5:2                    | 5:2               | 4:0         | 3:2         | 5:0         | 8:0         | 4:3           | 5:3        |
| Celta Vigo             | 3:2          | 5:2         | 4:1 |            | 1:1 | 5:1             | 5:0                    | 4:0               | 4:2         | 2:0         | 4:1         | 2:0         | 2:0           | 3:2        |
| FC Sevilla             | 4:0          | 3:0         | 1:1 | 3:1        |     | 2:1             | 3:1                    | 3:1               | 5:1         | 2:0         | 2:3         | 3:0         | 5:0           | 3:1        |
| Atlético Bilbao        | 3:2          | 2:1         | 0:1 | 5:0        | 2:2 |                 | 7:0                    | 1:2               | 5:1         | 6:1         | 3:0         | 3:1         | 1:3           | 0:0        |
| Gimnàstic de Tarragona | 1:2          | 1:0         | 2:1 | 2:2        | 2:0 | 7:1             |                        | 1:0               | 3:0         | 4:3         | 3:3         | 0:1         | 2:0           | 5:0        |
| Español Barcelona      | 2:1          | 1:3         | 2:2 | 2:1        | 0:1 | 1:0             | 1:0                    |                   | 3:1         | 2:2         | 2:0         | 2:3         | 2:0           | 5:1        |
| Real Oviedo            | 2:2          | 1:0         | 2:2 | 1:2        | 4:0 | 2:2             | 6:2                    | 0:0               |             | 4:3         | 7:1         | 4:2         | 3:0           | 0:0        |
| CD Alcoyano            | 0:2          | 0:2         | 1:0 | 2:0        | 1:1 | 0:4             | 2:1                    | 1:0               | 3:1         |             | 2:1         | 3:0         | 3:1           | 6:1        |
| Real Madrid            | 1:1          | 1:1         | 1:1 | 1:4        | 2:1 | 5:1             | 1:3                    | 3:1               | 2:0         | 2:2         |             | 4:0         | 3:0           | 0:1        |
| CE Sabadell            | 2:4          | 3:2         | 1:2 | 2:0        | 3:1 | 0:2             | 2:2                    | 3:3               | 1:2         | 3:2         | 1:1         |             | 4:2           | 5:0        |
| Real Sociedad          | 0:0          | 0:2         | 3:1 | 4:1        | 0:0 | 0:3             | 3:1                    | 4:2               | 1:2         | 5:0         | 1:1         | 3:0         |               | 3:2        |
| Real Gijón             | 1:4          | 1:4         | 2:7 | 3:1        | 3:1 | 1:2             | 3:2                    | 1:1               | 2:1         | 1:1         | 2:0         | 1:2         | 4:1           |            |

## Nach der Saison
- 1. – CF Barcelona – Meister

Absteiger in die Segunda División
- 13. – Real Sociedad
- 14. – Real Gijón

Aufsteiger in die Primera División
- Real Valladolid
- Deportivo La Coruña

## Pichichi-Trophäe
Die Pichichi-Trophäe wird jährlich für den besten Torschützen der Spielzeit vergeben.
| Pl. | Nat.         | Spieler         | Verein       | Tore |
| --- | ------------ | --------------- | ------------ | ---- |
| 1   | Spanien 1945 | Pahiño          | Celta Vigo   | 23   |
| 2   | Spanien 1945 | César Rodríguez | CF Barcelona | 20   |

## Die Meistermannschaft des CF Barcelona
(Spieler mit mindestens 5 Einsätzen wurden berücksichtigt; in Klammern sind die Spiele und Tore angegeben)
| 1.           | CF Barcelona |
| CF Barcelona | - Tor: Juan Zambudio Velasco (26/-) - Abwehr: Francisco Calvet (23/-); Curta (26/-); Jaime Elias (26/-); Josep Seguer (20/8) - Mittelfeld: José Canal (5/-); Gonzalvo II (23/-); Gonzalvo III (21/2); Juan Sans (6/-) - Sturm: Manuel Badenes (13/6); Estanislao Basora (26/11); Florencio Caffaratti (6/6); César Rodríguez (19/19); Vicente Colino (7/3); José Valle Mas (9/1); Alfonso Navarro (11/3); Periche (5/-) - Trainer: Enrique Fernández |